# Franky Batelier
Franky Batelier, né le 12 mai 1978 à Deauville, est un triathlète français. Il est spécialiste en cross triathlon, et est sacré double champion d'Europe en 2009 et 2010 et vice-champion du monde en 2010.

## Biographie

### Jeunesse
Ayant participé à de nombreux sports durant sa jeunesse (athlétisme, gymnastique, kayak, VTT, rugby, handball, basket-ball, volley-ball), Franky Batelier participe à son premier triathlon en 1994, à l'âge de seize ans, à Pont-Audemer. Ses débuts sont assez compliqués et le Français se concentre sur ses études. Il obtient son BNSSA en 1999, et parvient à obtenir son diplôme de STAPS en 2002 pour l'entraînement sportif, notamment de triathlon. L'année suivante, il rejoint l'École spéciale militaire de Saint-Cyr pour devenir officier. En 2003, il est sacré champion de France militaire de duathlon et de triathlon. En 2004, il est sacré champion du monde par équipes et en 2005, il réédite cette performance, remportant également la Coupe de France et terminant cinquième au championnat du monde militaire.

### Carrière professionnelle en triathlon
Il rejoint ensuite l'E.C. Sartrouville Triathlon, et remporte le Grand Prix de triathlon 2006, compétition nationales de clubs. En 2007, il se spécialise dans le cross triathlon et la série Xterra, et est sacré vice-champion d'Europe, remportant également le Xterra de Titisee. Après une année 2008 sans succès en Xterra, il est sacré champion d'Europe de cross triathlon en 2009. Il remporte également le championnat d'Europe Xterra. En 2010, en plus de ses victoires Xterra en République tchèque et au Portugal,, Batelier conserve ses titres obtenus l'année précédente, en étant sacré champion d'Europe Xterra, et étant couronné une deuxième fois champion d'Europe de cross triathlon. Il couronne sa saison et sa carrière par un titre de vice-champion du monde Xterra lors de la grande finale à Maui.

### Reconversion
Après sa retraite, Franky Batelier se reconvertit dans l'ergonomie cycliste, ayant obtenu les diplômes pour exercer cette fonction avant sa carrière sportive ; cela consiste à conseiller des cyclistes sur la meilleure position à obtenir sur leur vélo.

## Palmarès
Le tableau présente les résultats les plus significatifs (podium) obtenus sur le circuit national et international de triathlon depuis 2006.
| Année | Compétition                               | Pays               | Position | Temps           |
| ----- | ----------------------------------------- | ------------------ | -------- | --------------- |
| 2010  | Championnat du monde Xterra - Maui        | États-Unis         |          | 2 h 36 min 14 s |
| 2010  | Championnat d'Europe Xterra               | Italie             |          | 2 h 24 min 10 s |
| 2010  | Championnat d'Europe de triathlon cross   | Slovaquie          |          | 2 h 19 min 42 s |
| 2010  | Xterra Portugal                           | Portugal           |          | Timing          |
| 2010  | Xterra République tchèque                 | République tchèque |          | Timing          |
| 2009  | Championnat d'Europe Xterra               | Autriche           |          | 2 h 26 min 25 s |
| 2009  | Championnats d'Europe de triathlon cross  | Italie             |          | 2 h 23 min 12 s |
| 2009  | Xterra Allemagne                          | Allemagne          |          | 2 h 22 min 35 s |
| 2009  | Xterra République tchèque                 | République tchèque |          | Timing          |
| 2008  | Embrunman CD                              | France             |          | Timing          |
| 2008  | Xterra Autriche                           | Autriche           |          | 2 h 27 min 30 s |
| 2008  | Xterra République tchèque                 | République tchèque |          | Timing          |
| 2007  | Xterra Allemagne                          | Allemagne          |          | Timing          |
| 2007  | Championnat d'Europe Xterra               | Italie             |          | Timing          |
| 2006  | Grand Prix de triathlon avec Sartrouville | France             |          |                 |